# Tony Coyle
Tony Coyle (29 de outubro de 1976) é um ex-futebolista profissional sul-africano que atuava como defensor.

## Carreira
Tony Coyle representou o elenco da Seleção Sul-Africana de Futebol no Campeonato Africano das Nações de 2004.